# Mădălina Ghenea
Mădălina Ghenea (n. 8 august 1987, Slatina, Olt, România) este o actriță, fotomodel, manechin și femeie de afaceri de origine română.

## Biografie

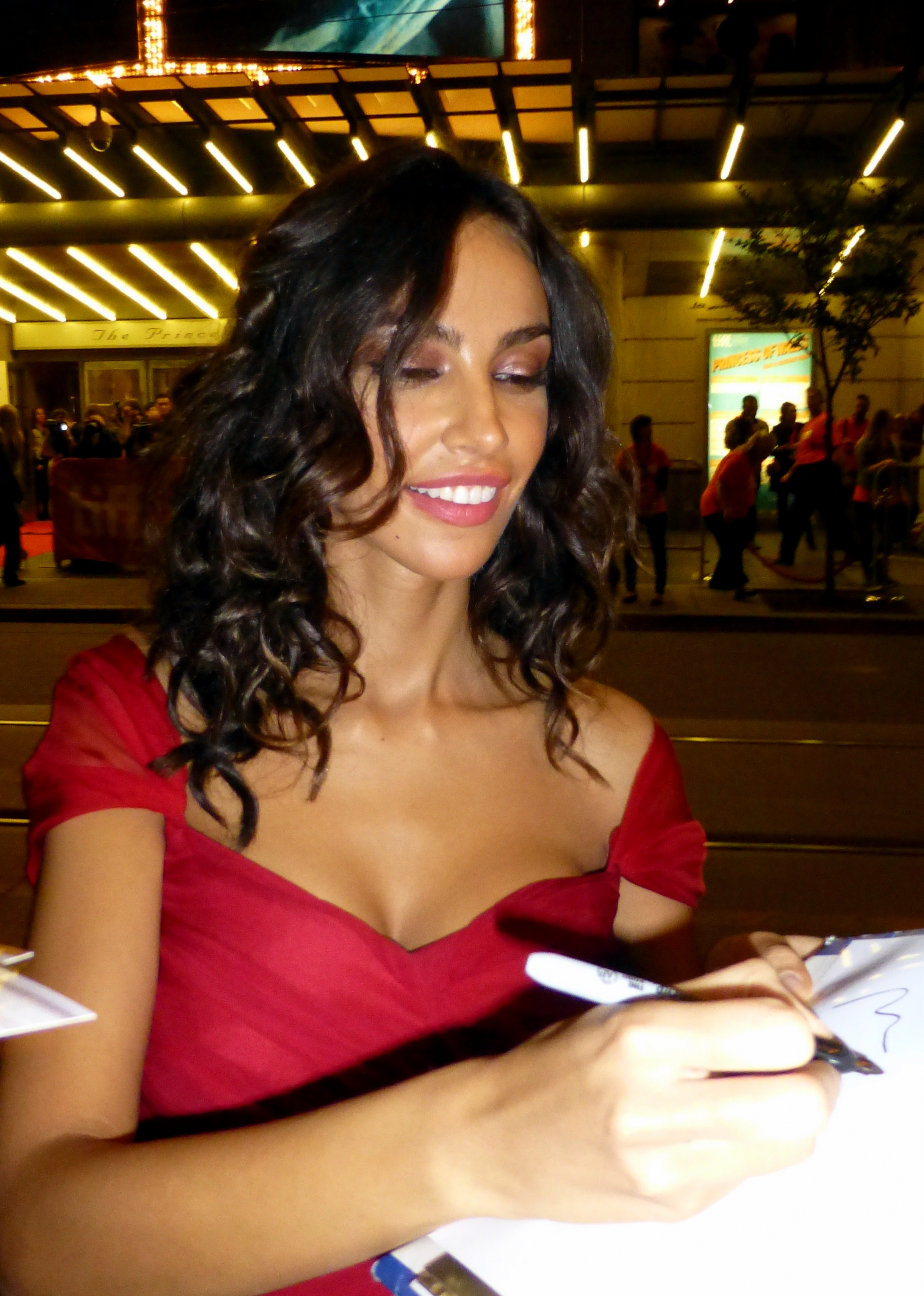
Mădălina Ghenea la premiera Dom Hemingway in Toronto

S-a născut la data de 8 august 1987 la Slatina. Încă de la o vârstă fragedă a fost în lumina reflectoarelor, participând la celebra emisiune tv „Tip Top Minitop”. Timp de 7 ani, Mădălina a luat lecții de balet, dar și de pian. A absolvit Colegiul Național „Ion Minulescu” din Slatina.
Cariera sa în domeniul modei a început la numai 15 ani, când a prezentat pentru celebrul creator Gattinoni. A participat la prezentări de modă în toată lumea, România, Italia, Germania, Japonia, Austria, Africa de Sud, Franța sau Spania. Prin urmare, Mădălina se declară „cetățean al lumii, cu viața într-o valiză”. Printre reclamele cele mai cunoscute se numără cele la branduri ca La Perla, Lovable, Lise Charmel, Peroni, New Yorker, Borghetti, Sloggi, Grimaldi Mare, Max Well, Lormar, Amarea, Primadonna, Quelle, Margherita Mazzei, Lascana, Von Dutch, Parah, Lepel sau Hunkemöller.
A atras atenția presei din România odată cu lansarea videoclipului melodiei Il tempo tra di noi a lui Eros Ramazzotti, în care apare în rolul iubitei cunoscutului cântăreț.
În 2008 este una din protagonistele celebrului calendar Peroni. În anul 2010, debutează în televiziune și acceptă să participe la concursul Ballando con le stelle, devenind partenera lui Simone Di Pasquale.
Din 2011 este imaginea companiei de telefonie mobilă Tre-Italia pentru care filmează un spot publicitar alături de actorul Raoul Bova. De asemenea din același an devine imaginea producătorului de haine pentru dans DEHA și a celebrei curse pentru mașini de epocă Mille Miglia.
Debutul său ca actriță l-a făcut în 2011 în rolul Irinei din filmul italian I soliti idioti.
Alături de o fotografie, postată pe contul său de Instagram, Ghenea a postat și o parte din interviul pe care l-a dat italienilor. „Ceaușescu a condus un regim (comunist), dar toată lumea avea ce să mănânce și nu exista o prăpastie între cei bogați și cei săraci”.

## Viață personală
A avut o relație cu actorul Leonardo DiCaprio. A fost iubita actorului scoțian Gerard Butler.

## Filmografie
- I soliti idioti - regia Enrico Lando, 2011
- Roman e il suo cucciolo - regia Alessandro Gassman, 2012
- Dom Hemingway - regia Richard Shepard, 2013
- Tinerețe - regia Paolo Sorrentino, 2015
- Urma - regia Dorian Boguță, 2019
- House of Gucci - regia Ridley Scott, 2021
- Deep Fear - regia Marcus Adams, 2023